# Права человека в Грузии
Права человека в Грузии являются объектом внимания правозащитных организаций и общественных деятелей с начала 1990-х годов. Грузинские власти обвиняются в убийствах оппозиционеров, разгоне мирных демонстраций и избиении их участников, арестах, преследовании и фабрикации уголовных дел по ложным доказательствам против политических оппонентов. Обвинения со стороны правозащитных организаций продолжают раздаваться после прихода к власти Михаила Саакашвили. Одними из наиболее серьёзных обвинений являются обвинения в геноциде и этнических чистках осетин.
В ноябре 2007 года верховный комиссар ООН по правам человека Луиза Арбур заявила, что она «особенно обеспокоена сообщениями о непропорциональном применении силы, в том числе против омбудсмена Грузии, арестах лидеров оппозиции и избиениях демонстрантов». Арбур выразила тревогу связи с информацией о деятельности силовых структур, которые вынудили независимые телевизионные станции прекратить свою работу.
Омбудсмен Грузии Созар Субари неоднократно выступал с жёсткой критикой грузинских властей. В марте 2006 года Субари обвинил МВД страны в том, что в его структуре имеется карательный отряд, который, в частности, убил сотрудника одного из грузинских банков Сандро Гиргвлиани.

## Участие в договорах о правах человека
| Основные документы ООН | Участие Грузии           | Основные документы Совета Европы                                                                                  | Участие Грузии           |
| Международная конвенция о ликвидации всех форм расовой дискриминации                                                                    | Присоединение в 1999 г.  | Европейская Конвенция о защите прав человека и основных свобод                                                    | Ратифицирована в 1999 г. |
| Международный пакт о гражданских и политических правах                                                                                  | Присоединение в 1994 г.  | Протокол № 1 ЕКПЧ                                                                                                 | Ратифицирован в 2002 г.  |
| Факультативный протокол к Международному пакту о гражданских и политических правах                                                      | Присоединение в 1994 г.  | Протокол № 4 ЕКПЧ                                                                                                 | Ратифицирован в 2000 г.  |
| Второй Факультативный протокол к Международному пакту о гражданских и политических правах                                               | Присоединение в 1999 г.  | Протокол № 6 ЕКПЧ                                                                                                 | Ратифицирован в 2000 г.  |
| Международный пакт об экономических, социальных и культурных правах                                                                     | Присоединение в 1994 г.  | Протокол № 7 ЕКПЧ                                                                                                 | Ратифицирован в 2000 г.  |
| Конвенция о ликвидации всех форм дискриминации в отношении женщин                                                                       | Присоединение в 1994 г.  | Протокол № 12 ЕКПЧ                                                                                                | Подписан в 2001 г.       |
| Факультативный протокол к Конвенции о ликвидации всех форм дискриминации в отношении женщин                                             | Присоединение в 2002 г.  | Протокол № 13 ЕКПЧ                                                                                                | Подписан в 2003 г.       |
| Конвенция против пыток и других жестоких, бесчеловечных или унижающих достоинство видов обращения и наказания                           | Присоединение в 1994 г.  | Европейская социальная хартия                                                                                     | Не подписывалась.        |
| Факультативный протокол к Конвенции против пыток и других жестоких, бесчеловечных или унижающих достоинство видов обращения и наказания | Присоединение в 2005 г.  | Дополнительный протокол к Европейской социальной хартии 1988 года                                                 | Не подписывался.         |
| Конвенция о правах ребёнка | Присоединение в 1994 г.  | Дополнительный протокол к Европейской социальной хартии 1995 года                                                 | Не подписывался          |
| Факультативный протокол к Конвенции о правах ребёнка, касающийся участия детей в вооружённых конфликтах                                 | Присоединение в 2010 г.  | Пересмотренная Европейская социальная хартия                                                                      | Ратифицирована в 2005 г. |
| Факультативный протокол к Конвенции о правах ребёнка, касающийся торговли детьми, детской проституции и детской порнографии             | Ратифицирован в 2005 г.  | Европейская конвенция по предупреждению пыток и бесчеловечного или унижающего достоинство обращения или наказания | Ратифицирована в 2000 г. |
| Международная конвенция о защите прав всех трудящихся-мигрантов и членов их семей                                                       | Не подписана             | Европейская хартия региональных языков и языков меньшинств                                                        | Не подписана             |
| Конвенция о правах инвалидов | Ратифицирована в 2014 г. | Рамочная конвенция о защите национальных меньшинств                                                               | Ратифицирована в 2005 г. |
| Факультативный протокол к Конвенции о правах инвалидов                                                                                  | Подписан в 2009 г.       | Конвенция Совета Европы о противодействии торговле людьми                                                         | Ратифицирована в 2007 г. |

## Право на свободу собраний и манифестаций
В ноябре 2007 года для подавления выступлений оппозиции власти использовали отряды спецназа. 2 ноября оппозиция начала митинги с требованиями освободить политических заключённых. 7 ноября спецназовцы, приказав собравшимся людям разойтись, начали стрелять в них резиновыми пулями и применили слезоточивый газ. Затем полицейские начали преследовать разбегавшихся людей, избивая их дубинками, ногами и палками. В больницы Тбилиси были доставлены сотни пострадавших. Как отмечала по этому поводу международная правозащитная организация Human Rights Watch:
Наши исследования ясно показывают, что грузинские власти перешли черту, когда полиция преследовала и избивала мирных демонстрантов и терроризировала журналистов. Действия полиции 7 ноября не были законными мерами по охране правопорядка.
Среди избитых полицией были лидеры оппозиции, журналисты и омбудсмен Грузии Созар Субари, который сказал: «Я видел, как дубинками избивали лежачих людей. Пытался остановить их, но меня самого жестоко избили», «Грузия превратилась в страну, где права человека не защищены на элементарном уровне».
В тот же день несколько сотен вооружённых полицейских ворвались в помещение оппозиционной телекомпании «Имеди». Угрожая автоматами, полиция приказала лечь на пол журналистам и персоналу телеканала. Вещание было прервано, когда ведущие пытались рассказать о нападении в прямом эфире.
Большинство студий канала и значительная часть аппаратуры подверглись уничтожению. Против собравшихся у здания сотрудников и сочувствующих вновь был использован спецназ, который применил слезоточивый газ, резиновые пули и дубинки.
В свою очередь Михаил Саакашвили заявил, что власть действовала в рамках закона, а разгон митинга в данной ситуации был оправданной мерой, позволившей спасти Грузию от попытки насильственного свержения власти. Он обвинил лидеров оппозиции в связи с российскими спецслужбами, в доказательство чего были опубликованы материалы негласного аудио- и видеонаблюдения.. В своем телеобращении к населению страны президент сказал следующее:

Перед Грузией возникла очень серьезная угроза беспорядков, уже в столице Грузии, к сожалению, и сейчас мы распространили документальные материалы, чтобы весь мир увидел, в этом активно участвовали представители российской резидентуры, российской внешней разведки, высокопоставленные сотрудники Министерства безопасности России (…)
Более того, один из российских олигархов, который является направленным в Грузию, прямо призвал грузинское общество к свержению власти, прямо призвал к массовым антиконституционным действиям, что не допустимо в демократической стране, и абсолютно непонятно и неприемлемо для любого демократического государства.

Как сказал оппозиционный политик Шалва Нателашвили, власти демонстрировали кадры официальных встреч, выдавая их населению за «шпионские беседы».
8 ноября 2007 года грузинская прокуратура возбудила уголовные дела в отношении лидера Лейбористской партии Грузии Шалвы Нателашвили и сына первого президента Грузии Звиада Гамсахурдия — Цотне Гамсахурдия, обвинив их в шпионаже и заговоре с целью свержения власти. Скрывшись от полиции, Нателашвили сказал, что власти Грузии готовят его убийство и запросил политическое убежище для своей семьи в США, после чего Саакашвили заявил: «Пусть выходит, не будем ловить». Через два дня прокуратура сняла свои обвинения.
Human Rights Watch отметила поддержку власти Саакашвили рядом западных стран:
Международные партнёры Грузии, прежде всего США и Евросоюз, со времени «революции роз» безоговорочно поддерживают президента М. Саакашвили и его правительство. Государства Запада не склонны публично критиковать Тбилиси, предпочитая принимать на веру его неоднократные заявления о добрых намерениях и обещания реформ.

## Избирательные права
В январе 2008 года Созар Субари заявил, что результаты президентских выборов, на которых победил Саакашвили, были сфальсифицированы. О фальсификациях объявили также оппозиционные организации. В 2008 году грузинская газета «Резонанси» обвинила власти в использовании ресурса криминала для запугивания людей в ходе президентских и местных выборов. По заявлению кандидата в депутаты Кахи Кукава, перед выборами власти освободили из тюрем многих криминальных авторитетов при условии, что те будут «работать» с населением в своих районах в период выборов. Кандидат в депутаты Гиа Цагареишвили сказал, что у МВД и департамента по исполнению наказаний министерства юстиции имеются «зондер-бригады» для разгона акций оппозиции и запугивания населения во время выборов.
Международные наблюдатели, следившие за президентскими выборами, несмотря на проблемы и нарушения, признали их состоявшимися. По мнению Бюро ОБСЕ по демократическим институтам и правам человека (БДИПЧ), а также Парламентской ассамблеи ОБСЕ,

Выборы в Грузии по существу соответствовали большинству требований и стандартов ОБСЕ и ЕС для демократических выборов.

В июне 2008 года Субари назвал прошедшие парламентские выборы «худшими в истории Грузии», по его мнению, «на этих выборах административный ресурс был представлен на таком максимальном уровне, который раньше даже невозможно было представить». Он сказал о высокой активности полиции, которая, по его словам, запугивала население. Субари выделил ситуацию в азербайджанских селах, где выборами «руководили полицейские и какие-то люди в штатском, но с заметной физической подготовкой», а также обстановку в Мцхетском и Тианетском районах: «Мне звонили оттуда наши девушки-наблюдатели и плакали от ужаса, так как их запугивали, обещали избить и даже убить, если они не уберутся с избирательных участков». На пресс-конференции 4 июня он сказал: «На протяжении последних 12 дней было избито 12 человек, в том числе одна женщина. Вчера я лично навестил несколько избитых людей и убедился, что их, фактически, обрекали на смерть. Те люди, которых жестоко избили неизвестные в масках, во время выборов были оппонентами властей». Омбудсмен, сказав, что в прошлом году были закрыты несколько телекомпаний и радиостанций, подытожил:
Главной целью расправы с критически настроенными к властям людьми является не столько их наказание, сколько запугивание населения страны. Ещё раз повторю то, что я говорил раньше — грубое нарушение прав человека со стороны властей приняло систематический характер и стало нормой их жизни.
Грузинские оппозиционеры также дали крайне негативную оценку прошедшим выборам. Лидер «Партии будущего» Георгий Маисашвили заявил о максимальном использовании властями административного ресурса. Глава Лейбористской партии Грузии Шалва Нателашвили назвал выборы «самыми грязными за всю историю страны». Как сказал один из лидеров «Новых правых» Мамука Кацитадзе, избирательные штабы оппозиции подвергались погромам, в частности, неизвестными в масках был избит начальник пресс-службы штаба оппозиции в Кобулети. Оппозиционеры считают, что Центризбирком Грузии полностью подконтролен власти и фальсифицирует результаты выборов в её пользу.
Между тем, за проведением парламентских выборов в 2008 году в Грузии следило большое количество международных наблюдателей от миссий СНГ, ОБСЕ, Евросоюза, Европарламента, а также представители местных и зарубежных неправительственных организаций. Наблюдатели в целом положительно оценили результаты выборов. По словам членов делегации ПАСЕ, в ходе голосования были зафиксированы некоторые нарушения, которые не несли систематический характер и не могли повлиять на итоги голосования.

## Права национальных меньшинств
Грузия ратифицировала Рамочную конвенцию о защите национальных меньшинств в декабре 2005 года. Официальный взгляд на её выполнение представлен в докладе, представленном в 2007 году.
Власти Грузии обвиняются в грубейших нарушениях прав осетин и абхазов, а также других национальных меньшинств. С начала 1990-х годов со стороны осетин в адрес властей Грузии высказываются обвинения в геноциде и этнических чистках. Хотя с точки зрения международного права, обвинения в геноциде являются необоснованными. Геноцид является актом направленным на полное уничтожения этнической группы. В ходе грузино-южноосетинского конфликта конца 1980-х — начала 1990-х годов десятки тысяч осетин были вынуждены бежать из Грузии, спасаясь от погромов. В декларации парламента Южной Осетии от 26 апреля 2006 года говорилось, что в 1989—1992 годах по вине властей Грузии было убито около 2 тысяч осетин, ранено 3,5 тысяч человек, пропало без вести 120 человек, полностью или частично сожжено и разгромлено 117 осетинских сел. Действия Грузии южноосетинская сторона расценивает как «агрессию, основанную на идеологии фашизма». Так, Южная Осетия в качестве акта геноцида рассматривает расстрел осетинских беженцев на Зарской дороге в 1992 году, день памяти которого (20 мая) в Южной Осетии считается «Днём памяти жертв грузинской агрессии».
Генеральная прокуратура Абхазии также обвиняет грузинские власти в геноциде. Абхазская сторона возлагает вину на власти Грузии за нападение в 1992 году. По данным прокуратуры Абхазии, в результате нападения абхазское население города Очамчыра с 7 тысяч человек сократилось за 8 месяцев до 80-100 человек: «Остались только старики и женщины, да и тех мучили, пытали, убивали, брали в заложники, обменивали». По данным Организации Human Rights Watch, грузинские формирования совершили этническую чистку осетин в некоторых сёлах во время Юго-Осетинской войны, а власть Грузии проводила дискриминацию осетинского населения. 
В августе 2008 года начался артиллерийский обстрел Цхинвала и последующий танковый штурм города, что, согласно осетинским данным, привело к многочисленным человеческим жертвам среди мирного населения. Согласно отчёту сотрудника Международного института стратегических исследований (IISS):
Грузия снова использовала войска, что привело к сотням раненых и убитых среди мирного осетинского населения, большей части которых пришлось бежать из Южной Осетии в Россию. Эти события явно подытоживают непрекращающуюся дискриминацию и незаконные насильственные действия со стороны Грузии по отношению к представителям своей же этнической группы. Их конечная цель — изгнание большинства осетинского населения из Грузии и Южной Осетии, в результате которого они будут вынуждены переселиться в Россию.

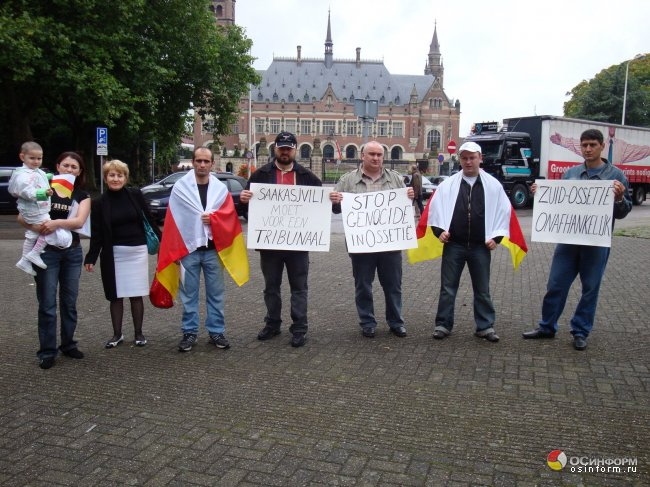
Акция протеста в Гааге. Осетины, живущие в Нидерландах, держат плакаты «Саакашвили — под трибунал», «Остановить геноцид в Осетии». 12 августа 2008 года

В 2005 году на встрече с омбудсменом представители азербайджанской общины заявили о нарушениях прав граждан, в частности о применении полицией огнестрельного оружия против населения, унижении человеческого достоинства на таможенных пунктах, игнорировании обращений азербайджанцев государственными органами. Общество «Tolerance» в альтернативном докладе о выполнении Грузией Рамочной конвенции о защите национальных меньшинств сообщает о резком сокращении числа азербайджанских школ и назначении в ряд азербайджанских школ директоров, не владеющих азербайджанским языком.
В октябре 2007 года Международная федерация прав человека (FIDH) заявила о нарушениях в Грузии прав армян и азербайджанцев. В частности, по данным FIDH, в Квемо-Картли национальные меньшинства подвергаются дискриминации со стороны властей.
В июле 2008 года омбудсмен Армении Армен Арутюнян выразил беспокойство в связи со взрывом в районном центре Ахалкалаки, населённом преимущественно армянами, и убийством двух полицейских-армян. Власти арестовали лидеров армянской организации «Единый Джавахк» и членов их семей, что расценивалось как попытка подавить активность армянского населения в регионе Самцхе-Джавахети.

## Пытки
Грузия является участницей как Конвенции против пыток ООН, так и её факультативного протокола, а также ЕКПП. Комитет ООН против пыток в 2006 году выразил озабоченность сравнительно малым числом осуждённых и подвергнутых дисциплинарным наказаниям работников силовых структур в свете многочисленных обвинений в пытках и бесчеловечном обращении, а также отсутствие публичной информации о таких случаях.
Amnesty International неоднократно сообщала, что в Грузии даже после прихода к власти Саакашвили продолжается практика применения пыток к заключённым. В октябре 2007 года организации Amnesty International, Human Rights Watch и Penal Reform International заявили, что властям страны «следует принять неотложные меры, чтобы покончить с пытками и жестоким обращением в местах содержания под стражей».

## Иски в ЕСПЧ против Грузии
В 2008-2009 гг. Грузия занимала первое место по числу жалоб в Европейский суд по правам человека на душу населения.
3 мая 2007 года Европейский суд по правам человека в Страсбурге единогласно принял решение по делу «97 членов глданской конгрегации Свидетелей Иеговы и четырёх других лиц против Грузии», согласно которому по делу допущено нарушение требований статьи 3 Конвенции: «Никакое государство не может разрешать или терпимо относиться к пыткам и другим жестоким, бесчеловечным или унижающим достоинство видам обращения и наказания». Суд установил, что Грузия допустила бесчеловечное или унижающее достоинство обращение и обязана выплатить сумму в размере 41 523 евро.